# Asthenara scabricula
Asthenara scabricula är en stekelart som först beskrevs av Thomson 1894.  Asthenara scabricula ingår i släktet Asthenara och familjen brokparasitsteklar. Arten är reproducerande i Sverige. Inga underarter finns listade.